# Rattus palmarum
Rattus palmarum — один з видів гризунів роду пацюків (Rattus).

## Поширення
Вид є ендеміком Нікобарських островів. Проживає на висоті 50-150 м над рівнем моря. Це нічний і деревний вид. Зустрічається в тропічних вічнозелених лісах, мангрових лісах. Встановлено, що ці гризуни надають перевагу кронам пальм.

## Морфологічні особливості
Маленькі гризуни, завдовжки 225—230 мм, хвіст — 220—231 мм, стопа — 45 — 48 мм.

## Зовнішність
Хутро шорстке і тернисте. Верхні частини темно-коричневі, а вентральні — білі. Хвіст коротший за голову і тіло, рівномірно темний. У самиць є 2 пари грудних сосків і 3 пахових пари.

## Загрози та охорона
Наслідки цунамі на середовище проживання, можливо, має деякий вплив на вид. Відновлення після цунамі людських поселень і пов'язані з ними втрати лісів можуть стати серйозною загрозою для виду. Невідомо, чи живе в будь-якій території, що охороняється.